# Vydritsa (vattendrag i Vitryssland, Vitsebsks voblast, lat 55,45, long 29,58)
Vydritsa (ryska: Выдрица) är ett vattendrag i Belarus.   Det ligger i voblasten Vitsebsks voblast, i den norra delen av landet, 210 km nordost om huvudstaden Minsk.
Omgivningarna runt Vydritsa är en mosaik av jordbruksmark och naturlig växtlighet. Runt Vydritsa är det glesbefolkat, med 14 invånare per kvadratkilometer.